# Lopariet
Het mineraal lopariet is een cerium-natrium-calcium-titanium-niobium-oxide met de chemische formule (Ce,Na,Ca)2(Ti,Nb)2O6.

## Eigenschappen
Het opaak zwarte lopariet heeft een metallische tot diamantglans, een roodbruine streepkleur en een imperfecte splijting volgens het kristalvlak [100]. De gemiddelde dichtheid is 4,77 en de hardheid is 5,5. Het kristalstelsel is kubisch en het mineraal is zwak radioactief. De gamma ray waarde volgens het American Petroleum Institute is 24.983,65.

## Naamgeving
De naam van het mineraal lopariet is afgeleid van het Russische woord voor Samen, Lopar. Dit omdat het mineraal voornamelijk gevonden werd op het door Samen bevolkte schiereiland Kola.

## Voorkomen
Lopariet komt voor als primair mineraal in nefelien-syenieten. Het wordt ook gevormd in alkalische pegmatieten, waar het perovskiet vervangt. De typelocatie is gelegen in de Khibiny en Lovozero bergmassieven, schiereiland Kola, Noord-Rusland. Het wordt ook gevonden in Buer, Bjorkedalen, Langesundfjord, Telemarken, Noorwegen.